# Messier 55
Messier 55 (M55 o NGC 6809) és un cúmul globular en la constel·lació Sagitari. Va ser descobert per Nicolas-Louis de Lacaille en 1751 i catalogat per Charles Messier en 1778.
M55 està format per prop de 100,000 estrelles; es troba només a 17,300 anys llum de distància de la Terra. La seva extensió s'estima en prop de 110 anys llum. Només s'han descobert una mitja dotzena d'estrelles variables i és considerat un dels cúmuls globulars més propers a la Terra

## Observació
M55 es troba en una zona pobra d'objectes rellevants; l'estrella més important més propera és ζ Sagittarii tot i que es troba a 7º a l'oest. És possible l'observació del cúmul amb instruments molt modestos.